# Morti nel 1854
| Questa pagina contiene informazioni ricavate automaticamente dalle voci biografiche con l'ausilio del template Bio e di un bot. L'aggiornamento è periodico e automatico e ricostruisce completamente la pagina. Se manca una persona in questa lista, sei pregato di non aggiungerla, ma accertati piuttosto che la sua voce biografica contenga il template Bio e che i dati anagrafici siano correttamente compilati. Se il template Bio manca, inseriscilo tu stesso o, in alternativa, metti l'avviso {{tmp\|Bio}} che ne segnala la mancanza. Se i dati riportati sono sbagliati, correggi direttamente la voce biografica; le modifiche saranno visibili in questa lista entro pochi giorni. Per chiarimenti vedi il progetto biografie. La lista contiene solo le 283 persone che sono citate nell'enciclopedia e per le quali è stato implementato correttamente il template Bio. Pagina aggiornata al 26 giu 2025. |

## Gennaio(20)
- 2 gennaio - Luigi Giamporcaro, vescovo cattolico italiano (n. 1787)
- 2 gennaio - Pierre-Denis, conte di Peyronnet, politico e magistrato francese (n. 1778)
- 6 gennaio - Christoph Wilhelm Mitscherlich, filologo classico tedesco (n. 1760)
- 6 gennaio - Luigi Vacca, pittore e scenografo italiano (n. 1778)
- 8 gennaio - William Carr Beresford, I visconte Beresford, militare e politico britannico (n. 1768)
- 9 gennaio - Antonio Catenacci, patriota e farmacista italiano (n. 1823)
- 9 gennaio - Filippo Traetta, compositore italiano (n. 1777)
- 13 gennaio - Fructuoso Rivera, politico e generale uruguaiano (n. 1784)
- 15 gennaio - Honoria Lawrence, scrittrice britannica (n. 1808)
- 15 gennaio - Louis-Étienne Héricart de Thury, politico e scienziato francese (n. 1776)
- 16 gennaio - Charles Gaudichaud-Beaupré, botanico francese (n. 1789)
- 18 gennaio - Ludwig von Lebzeltern, diplomatico austriaco (n. 1774)
- 22 gennaio - Christian von Appel, generale austriaco (n. 1785)
- 23 gennaio - Robert Montgomery Bird, drammaturgo, romanziere e giornalista statunitense (n. 1806)
- 25 gennaio - Filosseno Luzzatto, linguista italiano (n. 1829)
- 26 gennaio - Luigi Maria Parisio, arcivescovo cattolico italiano (n. 1783)
- 28 gennaio - Jérôme-Adolphe Blanqui, economista francese (n. 1798)
- 29 gennaio - Francesco Carrara, archeologo dalmata (n. 1812)
- 30 gennaio - Jacob Peter Mynster, teologo e vescovo luterano danese (n. 1775)
- 31 gennaio - Silvio Pellico, scrittore, poeta e patriota italiano (n. 1789)

## Febbraio(23)
- 2 febbraio - Walter Howell Deverell, pittore britannico (n. 1827)
- 5 febbraio - Ada Benini, poetessa italiana (n. 1833)
- 6 febbraio - Antonio Castagnaro, missionario italiano (n. 1826)
- 6 febbraio - Giuseppe Luigi Provana di Collegno, politico italiano (n. 1785)
- 7 febbraio - Thomas Fitzpatrick, esploratore statunitense (n. 1799)
- 10 febbraio - José Joaquín de Herrera, politico messicano (n. 1792)
- 10 febbraio - Georg Kloss, storico e medico tedesco (n. 1787)
- 10 febbraio - Giuseppe Sanguettola, vescovo cattolico italiano (n. 1788)
- 11 febbraio - William Paulding Jr., politico statunitense (n. 1770)
- 12 febbraio - Teresa Bertinotti-Radicati, soprano italiano (n. 1776)
- 16 febbraio - Enrico di Stolberg-Wernigerode, nobile tedesco (n. 1772)
- 17 febbraio - John Martin, pittore, incisore e illustratore inglese (n. 1789)
- 20 febbraio - Elliott Cresson, filantropo statunitense (n. 1796)
- 21 febbraio - Carlo Emanuele La Marmora, politico e militare italiano (n. 1788)
- 21 febbraio - Albin Roussin, ammiraglio e senatore francese (n. 1781)
- 23 febbraio - Nicola Berlingeri, vescovo cattolico italiano (n. 1774)
- 23 febbraio - Wilhelm Pape, grecista, lessicografo e filologo tedesco (n. 1807)
- 25 febbraio - Carlo Maria L'Occaso, storico, poeta e patriota italiano (n. 1809)
- 25 febbraio - James Thompson, educatore e religioso scozzese (n. 1788)
- 26 febbraio - Anastasio Cocco, scienziato italiano (n. 1799)
- 27 febbraio - Niccolao Giorgini, politico italiano (n. 1773)
- 27 febbraio - Félicité de La Mennais, presbitero, teologo e filosofo francese (n. 1782)
- 28 febbraio - Simón Rodríguez, pedagogista, filosofo e insegnante venezuelano (n. 1769)

## Marzo(19)
- 1º marzo - José María Moscoso de Altamira, politico spagnolo (n. 1788)
- 2 marzo - John Conroy, militare irlandese (n. 1786)
- 3 marzo - Giovanni Battista Rubini, tenore italiano (n. 1794)
- 6 marzo - Charles Stewart, III marchese di Londonderry, politico e ufficiale irlandese (n. 1778)
- 8 marzo - Auguste Arnould, poeta, scrittore e drammaturgo francese (n. 1803)
- 13 marzo - Luigi Pichler, incisore italiano (n. 1773)
- 13 marzo - Jean-Baptiste Guillaume Joseph, conte di Villèle, politico francese (n. 1773)
- 13 marzo - Zainal Rashid Al-Mu'adzam Shah I di Kedah, sultano malese (n. 1803)
- 14 marzo - Ekaterina Vladimirovna Golicyna, nobildonna russa (n. 1770)
- 14 marzo - Lorenzo Nencini, scultore italiano (n. 1806)
- 16 marzo - Johann Ender, pittore austriaco (n. 1793)
- 17 marzo - Adriaan van der Hoop, banchiere olandese (n. 1778)
- 17 marzo - Camillo Jacobini, politico e imprenditore italiano (n. 1791)
- 17 marzo - Pietro Maggi, matematico e poeta italiano (n. 1809)
- 19 marzo - William Pope Duval, politico statunitense (n. 1784)
- 21 marzo - Pedro María Anaya, politico e militare messicano (n. 1795)
- 22 marzo - Francis Price Blackwood, ufficiale e esploratore britannico (n. 1809)
- 27 marzo - Carlo III di Parma, nobile italiano (n. 1823)
- 27 marzo - William Bentinck, IV duca di Portland, politico britannico (n. 1768)

## Aprile(23)
- 1º aprile - Henriette Lorimier, pittrice francese (n. 1775)
- 3 aprile - John Wilson, avvocato, critico letterario e scrittore scozzese (n. 1785)
- 6 aprile - William Strickland, architetto, ingegnere e pittore statunitense (n. 1788)
- 8 aprile - Francesco Paternò Castello, nobile, politico e filantropo italiano (n. 1786)
- 9 aprile - Jules-Édouard Alboize de Pujol, drammaturgo, librettista e storico francese (n. 1805)
- 10 aprile - Antonín Jan Jungmann, educatore e medico ceco (n. 1775)
- 10 aprile - Giovanni Antonio Marcacci, politico, diplomatico e giurista svizzero (n. 1769)
- 11 aprile - Karl Adolph von Basedow, medico tedesco (n. 1799)
- 12 aprile - Don Pacifico, diplomatico britannico (n. 1784)
- 13 aprile - Pietro Forti, vescovo cattolico italiano (n. 1799)
- 14 aprile - Luigi Cittadini, medico italiano (n. 1787)
- 15 aprile - Arthur Aikin, chimico e geologo britannico (n. 1773)
- 16 aprile - Gabriele Rossetti, poeta, critico letterario e patriota italiano (n. 1783)
- 18 aprile - Józef Elsner, compositore, docente e musicologo polacco (n. 1769)
- 21 aprile - Enrico Mylius, imprenditore, banchiere e filantropo tedesco (n. 1769)
- 22 aprile - Nicolás Bravo, politico messicano (n. 1786)
- 24 aprile - Alessandro Racchetti, giurista italiano (n. 1789)
- 28 aprile - Angelo Canova, attore teatrale italiano (n. 1781)
- 28 aprile - Carlo Maffei di Boglio, generale e politico italiano (n. 1772)
- 28 aprile - Nathaniel Wallich, medico e botanico danese (n. 1786)
- 29 aprile - Henry William Paget, I marchese di Anglesey, militare e politico britannico (n. 1768)
- 30 aprile - Eusebio Bava, generale e politico italiano (n. 1790)
- 30 aprile - James Montgomery, poeta scozzese (n. 1771)

## Maggio(19)
- 1º maggio - Jean Coralli, coreografo e ballerino francese (n. 1779)
- 2 maggio - Francesco Saverio Luschin, arcivescovo cattolico sloveno (n. 1781)
- 3 maggio - Qaani Şirazi, poeta persiano (n. 1808)
- 5 maggio - Vincenzo Scarpa, presbitero italiano (n. 1790)
- 8 maggio - Isaac Crary, politico statunitense (n. 1804)
- 9 maggio - Gaetano Marotta, patriota e politico italiano (n. 1775)
- 9 maggio - Michal Rešetka, teologo e presbitero slovacco (n. 1794)
- 11 maggio - Giacomo Filippo Penco, imprenditore e politico italiano (n. 1807)
- 12 maggio - Luigi Lambruschini, cardinale, arcivescovo cattolico e politico italiano (n. 1776)
- 13 maggio - Carlo Giuseppe Bronzetti, militare italiano (n. 1788)
- 19 maggio - Adrien Guignet, pittore francese (n. 1816)
- 19 maggio - William Hulme Hooper, ufficiale e esploratore inglese (n. 1826)
- 21 maggio - Bernhard von Lindenau, astronomo e politico tedesco (n. 1780)
- 22 maggio - Gioacchina de Vedruna, religiosa spagnola (n. 1783)
- 23 maggio - Justo Figuerola, politico peruviano (n. 1771)
- 23 maggio - Théodore Nézel, drammaturgo e librettista francese (n. 1799)
- 24 maggio - Jean Folly, avvocato, giudice e politico svizzero (n. 1810)
- 30 maggio - Cesare Agostini, patriota e politico italiano (n. 1803)
- 30 maggio - Peregrine Maitland, crickettista e generale britannico (n. 1777)

## Giugno(13)
- 1º giugno - Josipina Turnograjska, scrittrice slovena (n. 1833)
- 5 giugno - Pierre-Jacques-René Denne-Baron, scrittore francese (n. 1780)
- 6 giugno - Elisabetta Tëmkina, nobildonna russa (n. 1775)
- 12 giugno - Augusta di Anhalt-Dessau, nobildonna (n. 1793)
- 14 giugno - Augustus FitzClarence, nobile e religioso inglese (n. 1805)
- 15 giugno - Raffaele Fornari, cardinale e arcivescovo cattolico italiano (n. 1787)
- 17 giugno - Friedrich Ernst Ludwig von Fischer, botanico russo (n. 1782)
- 17 giugno - Henriette Sontag, soprano e attrice teatrale tedesca (n. 1805)
- 19 giugno - Enrico LXII di Reuss-Gera, principe (n. 1785)
- 20 giugno - Carolina Luisa di Assia-Homburg, principessa tedesca (n. 1771)
- 22 giugno - Gaspard Brunet, politico francese (n. 1788)
- 26 giugno - Ivan Illarionovič Voroncov-Daškov, nobile e diplomatico russo (n. 1790)
- 27 giugno - Amalie Beer, tedesca (n. 1767)

## Luglio(20)
- 2 luglio - Aglaé Auguié, nobildonna francese (n. 1782)
- 2 luglio - Ferdinand Samuel Laur, compositore, direttore di coro e direttore d'orchestra tedesco (n. 1791)
- 3 luglio - Désiré-Raoul Rochette, archeologo e numismatico francese (n. 1790)
- 5 luglio - Émile Souvestre, scrittore e storico francese (n. 1806)
- 6 luglio - August Borsig, imprenditore tedesco (n. 1804)
- 6 luglio - Georg Ohm, fisico e matematico tedesco (n. 1789)
- 8 luglio - Franz Joseph von Dietrichstein, generale austriaco (n. 1767)
- 11 luglio - Feliciano Gattinara di Gattinara, militare italiano (n. 1784)
- 13 luglio - Johann Christian August Clarus, anatomista e chirurgo tedesco (n. 1774)
- 13 luglio - José María Vargas, politico venezuelano (n. 1786)
- 15 luglio - George W. Towns, politico statunitense (n. 1801)
- 16 luglio - ʿAbbās I d'Egitto, politico e militare egiziano (n. 1816)
- 16 luglio - Nicolò Bettoli, architetto italiano (n. 1780)
- 17 luglio - Carlo d'Assia-Philippsthal-Barchfeld, nobile (n. 1784)
- 19 luglio - Luisa Amelia di Baden, nobile e principessa svedese (n. 1811)
- 24 luglio - Modestino di Gesù e Maria, presbitero italiano (n. 1802)
- 25 luglio - Johann Samuel Eduard d'Alton, anatomista tedesco (n. 1803)
- 28 luglio - Angelo Fusinato, vescovo cattolico italiano (n. 1802)
- 30 luglio - Jacques Marquet de Montbreton de Norvins, scrittore e politico francese (n. 1769)
- 31 luglio - Paolo Toschi, incisore e architetto italiano (n. 1788)

## Agosto(22)
- 1º agosto - Eugène François d'Arnauld, nobile e politico francese (n. 1774)
- 5 agosto - Navekimisal Hanim, principessa (n. 1827)
- 5 agosto - Horace de Rilliet, viaggiatore, scrittore e chirurgo svizzero (n. 1824)
- 7 agosto - Antonio Di Macco, arcivescovo cattolico italiano (n. 1785)
- 8 agosto - Zénaïde Bonaparte, nobile francese (n. 1801)
- 8 agosto - Vincenzo Maria Marolda, vescovo cattolico italiano (n. 1803)
- 9 agosto - Federico Augusto II di Sassonia, re (n. 1797)
- 11 agosto - Alexandre Langlois, orientalista e traduttore francese (n. 1788)
- 11 agosto - Macedonio Melloni, fisico e patriota italiano (n. 1798)
- 12 agosto - Robert Jocelyn, visconte Jocelyn, politico e ufficiale irlandese (n. 1816)
- 14 agosto - Carl Carl, attore teatrale, commediografo e direttore teatrale austriaco (n. 1787)
- 14 agosto - Fernando Estévez, scultore, pittore e urbanista spagnolo (n. 1788)
- 19 agosto - Francesco Iavarone, vescovo cattolico, teologo e archeologo italiano (n. 1788)
- 20 agosto - Friedrich Schelling, filosofo tedesco (n. 1775)
- 23 agosto - Bartolomeo Bozanich, vescovo cattolico dalmata (n. 1789)
- 25 agosto - Carmelo Pugliatti, ginecologo italiano (n. 1789)
- 26 agosto - Charles Antoine Manhès, generale francese (n. 1777)
- 26 agosto - Ludwig Karl Konrad Georg von Ompteda, politico tedesco (n. 1767)
- 28 agosto - Antonio Miari, compositore italiano (n. 1778)
- 29 agosto - William Brockedon, pittore, scrittore e inventore britannico (n. 1787)
- 29 agosto - Maximilian Wimpffen, militare austriaco (n. 1770)
- 31 agosto - Philip Barker Webb, botanico e naturalista inglese (n. 1793)

## Settembre(29)
- 2 settembre - Pierre Alphonse Laurent, matematico francese (n. 1813)
- 3 settembre - Henry Fourdrinier, imprenditore britannico (n. 1766)
- 3 settembre - Alessandro Romani, pittore italiano (n. 1800)
- 3 settembre - Christoph von Schmid, scrittore, religioso e educatore tedesco (n. 1768)
- 4 settembre - Santiago Mariño, politico venezuelano (n. 1788)
- 4 settembre - Heinrich Wilhelm Ferdinand Wackenroder, farmacista e chimico tedesco (n. 1798)
- 5 settembre - Antoine-François Varner, drammaturgo francese (n. 1789)
- 6 settembre - Marija Antonovna Czetwertyński-Światopełk, nobildonna polacca (n. 1779)
- 7 settembre - Jacques-François Ancelot, drammaturgo e scrittore francese (n. 1794)
- 8 settembre - Elijah Williams, scacchista britannico (n. 1809)
- 9 settembre - Leone Ciampa, arcivescovo cattolico italiano (n. 1782)
- 9 settembre - Angelo Mai, cardinale, teologo e filologo classico italiano (n. 1782)
- 10 settembre - Marco Antonio Trefogli, pittore e stuccatore svizzero (n. 1782)
- 11 settembre - Gottlieb Wilhelm Bischoff, botanico tedesco (n. 1797)
- 11 settembre - Francesco De Luca, politico e giurista italiano (n. 1800)
- 12 settembre - Charles-François Brisseau de Mirbel, botanico e politico francese (n. 1776)
- 13 settembre - William Henry Bartlett, artista britannico (n. 1809)
- 14 settembre - Valerio Villareale, scultore italiano (n. 1773)
- 19 settembre - Joseph Ennemoser, medico italiano (n. 1787)
- 19 settembre - Mariano Pichelli, monaco cristiano e abate italiano (n. 1775)
- 20 settembre - Frederick Catherwood, esploratore, architetto e fotografo inglese (n. 1799)
- 21 settembre - Domenico Tranaso, notaio e patriota italiano (n. 1796)
- 22 settembre - José Joaquín Prieto, generale e politico cileno (n. 1786)
- 25 settembre - John Butler, II marchese di Ormonde, politico irlandese (n. 1808)
- 27 settembre - Ichikawa Danjūrō VIII, attore teatrale e scrittore giapponese (n. 1823)
- 27 settembre - Peter Skene Ogden, esploratore canadese (n. 1794)
- 29 settembre - Joseph W. Jackson, politico statunitense (n. 1796)
- 29 settembre - Armand Jacques Leroy de Saint-Arnaud, generale francese (n. 1798)
- 30 settembre - Józef Chłopicki, generale polacco (n. 1771)

## Ottobre(16)
- 2 ottobre - Jeanne Émilie de Villeneuve, religiosa francese (n. 1811)
- 3 ottobre - Salvatore Portal, naturalista e botanico italiano (n. 1789)
- 8 ottobre - Giacinto Visocchi, letterato, patriota e politico italiano (n. 1819)
- 10 ottobre - Gordon Drummond, militare e politico canadese (n. 1772)
- 13 ottobre - Giovanni Maria Visconte Proto, vescovo cattolico italiano (n. 1781)
- 16 ottobre - Montagu Bertie, V conte di Abingdon, nobile britannico (n. 1784)
- 17 ottobre - Vladimir Alekseevič Kornilov, ammiraglio russo (n. 1806)
- 19 ottobre - Louis Duport, ballerino e coreografo francese (n. 1781)
- 21 ottobre - Maria Anna Czartoryska, nobildonna e scrittrice polacca (n. 1768)
- 21 ottobre - Melchiorre Murenu, poeta italiano (n. 1803)
- 22 ottobre - Jeremias Gotthelf, scrittore svizzero (n. 1797)
- 22 ottobre - José María Paz, generale argentino (n. 1791)
- 22 ottobre - Carlo Egon II di Fürstenberg, principe (n. 1796)
- 24 ottobre - Joseph-Marie de Foras, generale e politico italiano (n. 1791)
- 30 ottobre - Frederick FitzClarence, nobile e ufficiale inglese (n. 1799)
- 31 ottobre - Bianca Luisa Emilia Allier, nobildonna italiana (n. 1789)

## Novembre(22)
- 1º novembre - Michele Ridolfi, pittore e critico d'arte italiano (n. 1793)
- 1º novembre - Luigi Tarisio, collezionista d'arte italiano (n. 1796)
- 3 novembre - Youssef El Khazen, arcivescovo cattolico e patriarca cattolico libanese (n. 1791)
- 5 novembre - Giacomo Antonini, generale e politico italiano (n. 1792)
- 5 novembre - George Cathcart, generale e diplomatico inglese (n. 1794)
- 5 novembre - Susan Edmonstone Ferrier, romanziera scozzese (n. 1782)
- 7 novembre - Frédéric Henri Le Normand de Lourmel, generale francese (n. 1811)
- 7 novembre - Pietro Nobile, architetto svizzero (n. 1776)
- 7 novembre - Maurizio Rorà di Lucerna, politico italiano (n. 1793)
- 8 novembre - Maddalena Pelzet, attrice teatrale italiana (n. 1801)
- 9 novembre - Elizabeth Schuyler Hamilton, filantropa statunitense (n. 1757)
- 12 novembre - Charles Kemble, attore teatrale e impresario teatrale inglese (n. 1775)
- 14 novembre - Otto Kohlrausch, chirurgo tedesco (n. 1811)
- 16 novembre - Marcellin Marbot, generale francese (n. 1782)
- 16 novembre - Juan Mora Fernández, politico costaricano (n. 1784)
- 18 novembre - Edward Forbes, naturalista mannese (n. 1815)
- 18 novembre - Alberik Zwyssig, compositore svizzero (n. 1808)
- 21 novembre - Thomas Degeorge, pittore francese (n. 1786)
- 24 novembre - Karl Begas, pittore tedesco (n. 1794)
- 26 novembre - Dionigi Andrea Pasio, vescovo cattolico italiano (n. 1781)
- 27 novembre - Andrea Francesco Cozzi, chimico e farmacista italiano (n. 1796)
- 28 novembre - Fortuné Leydet, politico e militare francese (n. 1780)

## Dicembre(20)
- 3 dicembre - Johann-Peter Eckermann, poeta tedesco (n. 1792)
- 4 dicembre - Giorgio Bellono, magistrato e politico italiano (n. 1809)
- 4 dicembre - Francesco Antonio Bianchini, avvocato e storiografo italiano (n. 1774)
- 4 dicembre - Stepan Filippovič Galaktionov, incisore, litografo e pittore russo (n. 1779)
- 8 dicembre - Karl Ludwig von Haller, scrittore e politico svizzero (n. 1768)
- 9 dicembre - Almeida Garrett, scrittore portoghese (n. 1799)
- 11 dicembre - Johann Baptist Chiari, ginecologo austriaco (n. 1817)
- 11 dicembre - Mateja Nenadović, religioso serbo (n. 1777)
- 12 dicembre - Giovanni Francesco Pressenda, liutaio italiano (n. 1777)
- 13 dicembre - Andreas Buchner, storico tedesco (n. 1776)
- 14 dicembre - Léon Faucher, politico francese (n. 1803)
- 15 dicembre - Kamehameha III delle Hawaii, sovrano (n. 1813)
- 18 dicembre - Pierre Baour-Lormian, poeta e scrittore francese (n. 1770)
- 19 dicembre - Pierre-Louis Binet de Marcognet, generale francese (n. 1765)
- 20 dicembre - James Kempt, generale britannico (n. 1765)
- 22 dicembre - Bengt Erland Fogelberg, scultore svedese (n. 1786)
- 22 dicembre - Manuel Jimenes, politico dominicano (n. 1808)
- 23 dicembre - Carlo Yvon, oboista e compositore italiano (n. 1798)
- 27 dicembre - Pedro Villacampa y Periel, generale spagnolo (n. 1776)
- 29 dicembre - Jean-Baptiste Bouvier, vescovo cattolico e teologo francese (n. 1783)

## Senza giorno specificato(37)
- Otto Abel, storico tedesco (n. 1824)
- Adrien Victor Auger, pittore francese (n. 1787)
- Pellegrino Baccarini, scrittore e storico italiano (n. 1779)
- Rosa Bacigalupo Carrea, pittrice italiana
- José Francisco Barrundia, politico guatemalteco (n. 1787)
- Giovanni Beltrami, medaglista e incisore italiano (n. 1770)
- Friedrich Eduard Beneke, psicologo e filosofo tedesco (n. 1798)
- Christian Samuel Theodor Bernd, storico tedesco (n. 1775)
- Édouard Boilly, compositore francese (n. 1799)
- Giuseppe Bosco di Ruffino, nobile italiano (n. 1774)
- James Bourne, pittore britannico (n. 1773)
- Antonio Cascini, pittore italiano (n. 1792)
- Louis Athanase Chaubard, botanico e naturalista francese (n. 1781)
- Ottavio Festa, compositore italiano
- Antonio Gemmi, pittore italiano (n. 1795)
- Giovanni Campiglio, storico e romanziere italiano (n. 1814)
- Giovanni Gonella, compositore italiano (n. 1804)
- Albert Guillon, compositore francese (n. 1801)
- John Jeffrey, botanico scozzese (n. 1826)
- Giovanni Krymi, presbitero, patriota e rivoluzionario italiano (n. 1794)
- John Gibson Lockhart, scrittore scozzese (n. 1794)
- Lupo Giallo, condottiero nativo americano
- Giovanni Alessandro Majocchi, fisico italiano (n. 1795)
- Luigi Medollo, pittore italiano
- Pedro Molina Mazariegos, politico guatemalteco (n. 1777)
- Alessandro Monti, militare e patriota italiano (n. 1818)
- Vladimir Alekseevič Musin-Puškin, nobile e ufficiale russo (n. 1798)
- Ivan Müller, clarinettista, compositore e inventore russo (n. 1786)
- Anton Pann, scrittore e musicista rumeno (n. 1794)
- Martín Perfecto de Cos, generale messicano (n. 1800)
- Francesco Peverelli, architetto italiano (n. 1789)
- Pierre-Antoine Poiteau, botanico, agronomo e pittore francese (n. 1766)
- Paolo Restuccia, politico, patriota e rivoluzionario italiano (n. 1815)
- Matthias Siegenbeek, linguista olandese (n. 1774)
- Samuel Samoslav Vanko, pastore protestante e scrittore slovacco (n. 1811)
- Naum Veqilharxhi, avvocato albanese (n. 1797)
- İbrahim Sarim Pascià, politico ottomano (n. 1801)